# Ludwig Hofmeister
Ludwig Hofmeister (* 5. Dezember 1887 in Sünching; † 26. September 1959 in München) war ein deutscher Torhüter.

## Karriere

### Vereine
Hofmeister trat 1904 dem FC Bayern München bei und nahm die Position des Torhüters ein. Mit den Bayern gewann er 1910 und 1911 die Ostkreismeisterschaft, gleichbedeutend mit der Bayerischen Meisterschaft.
Nachdem der FC Bayern München den Torwart Karl Pekarna zur Saison 1911/12 verpflichtet hatte und dieser ihn im Tor verdrängte, verließ er 1913 die Mannschaft und schloss sich den Stuttgarter Kickers an. Nach dem Krieg kehrte Hofmeister nach München zurück und hütete hier von 1919 bis 1921 erneut das Tor des FC Bayern München, bevor er seine Karriere endgültig beendete.
Ein Reporter verglich anlässlich eine Gastspiels des Karlsruher FV in München 1908 die Spielweise der beiden Torhüter, dem Ur-Nationalspieler Wilhelm Langer und Ludwig Hofmeister: „Langer boxt die Bälle weg, Hofmeister fängt jeden, soweit möglich mit den Händen, täuscht den entgegenkommenden Stürmer und schlägt erst dann den Ball möglichst weit ins Feld zurück.“

### Nationalmannschaft
Als Torwart des FC Bayern München bestritt Hofmeister sein erstes Länderspiel, das am 17. November 1912 in Leipzig mit 2:3 gegen die Auswahl der Niederlande verloren wurde. Sein zweites und letztes Länderspiel bestritt er als Spieler der Stuttgarter Kickers am 5. Dezember 1914 in Amsterdam beim 4:4-Unentschieden erneut gegen die Auswahl der Niederlande. Es war gleichzeitig auch das letzte Länderspiel des DFB bis zum Ende des Ersten Weltkrieges.
Hofmeister war damit nach Max Gablonsky der zweite und zusammen mit Fritz Fürst einer von drei Nationalspielern, die der FC Bayern München vor dem Ersten Weltkrieg stellte.

## Sonstiges
Anlässlich des 25-jährigen Bestehens des FC Bayern München wurde Hofmeister mit der Silbernen Jubiläums-Ehrennadel geehrt.
Zum 1. Mai 1933 trat er der NSDAP bei (Mitgliedsnummer 1.926.692).